# Elvira II: The Jaws of Cerberus
Elvira II: The Jaws of Cerberus è il secondo e ultimo capitolo nella serie di videogiochi di ruolo horror ispirati al personaggio oscuro e sexy di Elvira, interpretata da Cassandra Peterson, dopo Elvira: Mistress of the Dark. È stato prodotto dalla Horrorsoft e pubblicato dalla Accolade nel 1991 per MS-DOS e nel 1992 per Amiga e Atari ST. L'editrice britannica Flair Software produsse la versione per Commodore 64, chiamata solo Elvira II, nel 1992.
La maggior parte della critica fu molto positiva per tutte le versioni.

## Trama
Protagonista della vicenda è il fidanzato di Elvira, catturata dal demone Cerberus che vuole utilizzare il suo potere magico per i propri scopi e la sacrificherà a mezzanotte. Nelle versioni Amiga/PC/ST Elvira è in grado di apparire magicamente al protagonista, così gli chiede di venire a salvarla e gli cede il suo libro di incantesimi. Il giocatore cerca Elvira nello studio cinematografico di film dell'orrore Black Widow Productions, attualmente deserto perché è già sera e anche le guardie al cancello sono scomparse. All'interno troverà diversi cadaveri e dovrà affrontare creature mostruose al servizio del demone.

## Modalità di gioco
Il gameplay in Elvira II utilizza una prospettiva in prima persona statica e un sistema di controllo a icone con puntatore. Il giocatore può muoversi tra posizioni predefinite (in tutto quasi 4000 secondo il sito ufficiale), avanzando nelle quattro direzioni o voltandosi a 180°, tramite le frecce direzionali che si trovano in basso a destra. Il gioco simula la visuale del giocatore utilizzando una grande quantità di immagini statiche, in cui vengono mostrate stanze e corridoi da diverse angolazioni. A volte ci sono brevi animazioni associate agli eventi.
Il personaggio del giocatore accumula punti esperienza che aumentano lentamente man mano che si esplora e aumentano repentinamente risolvendo problemi. Con i punti esperienza si sale automaticamene di livello, migliorando le proprie capacità.
Nelle versioni Amiga/PC/ST si seleziona inizialmente tra quattro personaggi di diversa professione, che presentano caratteristiche fisiche e mentali diverse, che modificano leggermente le capacità in gioco.
Gli oggetti trasportati sono mostrati in un inventario grafico, situato al di sotto della visuale. Nella stessa area, quando sono necessarie informazioni scritte, l'inventario viene sostituito da una finestra di testo.
In caso di combattimento si vede l'avversario in primo piano e si può attaccare in tempo reale con armi bianche o magie. Inizialmente si possiede un coltello. Con le armi si possono fare attacchi di tipo più offensivo o più difensivo. Il protagonista ha i suoi punti ferita complessivi, ma ha anche i punti ferita specifici di varie parti del corpo, mostrati su una sagoma di corpo umano a sinistra della visuale; i danni locali possono causare morte o disabilità.
Sono presenti anche pochi personaggi amichevoli, con i quali interagire tramite dialoghi a risposta multipla.
Il sistema di utilizzo della magia permette al giocatore di lanciare incantesimi utilizzando gli oggetti raccolti negli studi. Il libro degli incantesimi può essere consultato per sapere quali oggetti sono necessari per creare un particolare tipo di incantesimo. Inoltre gli incantesimi richiedono il consumo di appositi punti potenza, e diventano disponibili solo man mano che il personaggio raggiunge il rispettivo livello.
Tra i luoghi in cui ci si aggira, le zone comuni dello studio e il set cinematografico di una casa stregata hanno maggiori elementi di avventura grafica, concentrandosi nella raccolta di oggetti utili e nella risoluzione di rompicapo, mentre altri set cinematografici (una caverna con insetti giganti, solo Amiga/PC/ST, e una cripta con non-morti) hanno più lo stile dei classici dungeon crawler.
Oltre alla versione inglese vennero prodotte localizzazioni complete del gioco in alcune lingue europee, compreso l'italiano almeno per la versione Amiga.